# Русские в Бельгии
Значительная русская община существует в Бельгии с конца XIX века.

## История
Первым известным русским, прожившим в Бельгии много лет, был живописец Андрей Матвеев, которого Пётр I оставил учиться у голландских художников в Амстердаме. В 1723 году он продолжил учёбу в Академии изящных искусств в Антверпене.
В 1820 году историк и писатель Павел Сумароков впервые познакомился с Брюсселем, о красоте и культуре которого он с восторгом писал в своих заметках «Прогулка за границу»: «Если бы мне надлежало избрать жилище вне своей отчизны, я предпочел бы Брюкселль».
Окончательно Бельгия открылась для России в конце 40-х годов XIX века, когда страну посетил русский журналист, писатель, редактор и издатель журнала «Сын отечества» и газеты «Северная пчела» Николай Греч. В 1847 году в Санкт-Петербурге были изданы его «Парижские письма с заметками о Дании, Германии, Голландии и Бельгии»; в это же время в Бельгии побывали Н. В. Гоголь, И. С. Тургенев.
Численность русской диаспоры в Бельгии начала расти параллельно с развитием торговых связей между двумя странами в середине XIX века. При этом русских, приезжавших в Бельгию между 1830 и 1861 годами, можно условно разделить на несколько групп: учёных и исследователей, студентов университетов Брюсселя, Гента и Льежа, путешественников и постояльцев лечебных курортов (в первую очередь, Остенде), а также либералов и революционеров.
Небольшая русская колония, находившаяся под опекой посла князя Николая Орлова, все время росла. При его поддержке в 1862 году рядом с российским посольством в Брюсселе была построена первая православная церковь в Бельгии — часовня святого Николая. Перенесенная в 1876 году в особняк на улице Рыцарей, где она находится и поныне, эта церковь много лет оставалась единственной православной церковью в стране.
В середине XIX века Бельгия, подражая Франции, была одним из центров европейского политического радикализма. Так, литератор, издатель и биограф А. С. Пушкина П. В. Анненков привез в Брюссель лечившегося от туберкулеза в Германии В. Г. Белинского и трижды встречался в Брюсселе с Карлом Марксом. На протяжении нескольких лет Бельгию посещал А. И. Герцен. На рубеже XIX—XX веков, бельгийские рабочие союзы и кооперативы стали для российской демократической интеллигенции настоящим местом паломничества. Политический успех Бельгийской рабочей партии привлекал российских политэмигрантов. В 1913 году российский тайный агент доносил из Парижа в Петербург: «По величине русских колоний, сколько-нибудь интересных в политическом отношении, бельгийские города можно поставить в следующий порядок: Льеж, Брюссель, Антверпен, Вервье, Гент и Монс». В 1910 году в одном лишь Антверпене было около 300 русских политических эмигрантов. Добиваясь организационного размежевания с меньшевиками, в 1911 году в Льеже, Брюсселе и Антверпене с местными русскими политэмигрантами встречался В. И. Ленин.
В бельгийских университетах, коммерческих и технических школах обучались сотни студентов из России, среди которых была и сестра В. И. Ленина Мария Ульянова, поступившая в 1898 году в Новый университет в Брюсселе. Учиться в Бельгии было дешевле, чем во Франции или в Швейцарии; важную роль также играло гостеприимное отношение к студентам-иностранцам. Согласно исследованию Аник Ван Аккер о студентах-славянах в Генте, между 1905 и 1912 годами студенты из России и Польши составляли от 30 % до 40 % от общего числа иностранцев в Гентском университете. С 1903 по 1912 год доля студентов из России в Антверпенском коммерческом институте среди иностранцев возросла с 29 % до 63 %, а доля в общей массе учащихся — с 12,5 % до 36 %.
Культурные связи, возникшие из-за интереса русской аристократии к живописцам фламандской школы (большие коллекции их картин были собраны Безбородко, Строгановыми, Юсуповыми, Шереметевыми), по своей интенсивности в конце XIX — начале XX века не уступали экономическим. В Бельгии выставлялись Репин, Серов, Маковский, успехом пользовались Рубинштейн, Бородин, Римский-Корсаков.
Особое место занимал Антверпен. Через его порт Россия ввозила в Западную Европу хлеб, лес, лен и пушнину, изделия из бронзы и нефть. В 1910 году в Антверпене людей из российского государства (включая царство Польское) проживало больше (3616), чем из более близкой Австро-Венгрии (3365), Франции (2159) и Великобритании (1602). Российские подданные перед Первой мировой войной составляли в Антверпене третью по величине диаспору, уступая по численности только голландцам и немцам.
Революция 1917 года в России и последовавшая за ней национализация иностранной собственности, отказ большевиков от выплаты российских внешних долгов надолго блокировали возможность возобновления двусторонних связей. Крупные бельгийские компании, имевшие до войны дела с Россией, понесли весомый ущерб, а десятки тысяч мелких вкладчиков, поместивших свое состояние в русские акции и облигации, были разорены. После Февральской революции в Россию вернулись многие политические эмигранты, такие как Плеханов и Кропоткин. Но революция положила начало и новому этапу для русской диаспоры в Бельгии, так как после октября 1917 года эмиграция из России в Бельгию приобрела почти исключительно политический антибольшевистский, а в дальнейшем — антисоветский характер. Бельгия стала одним из центров русской военной и политической эмиграции Белого движения.
В Бельгию бежало около десяти тысяч русских. В 1920—1922 годах в Брюсселе нашел временный приют бывший главнокомандующий Добровольческой армии, а затем вооруженными силами Юга России генерал А. И. Деникин. В 1920-х годах в Брюсселе жил и скончался другой крупнейший деятель Белого движения — барон П. Н. Врангель. 1 сентября 1924 года в Бельгии бывшим главнокомандующим Белой армией был основан Русский Общевоинский Союз (РОВС) — старейшая российская военная антибольшевистская организация, созданная в эмиграции для продолжения дела Белого движения. Были в Бельгии и другие политические и военные организации русских эмигрантов: Синдикат русских трудящихся христиан в Бельгии, Союз офицеров в городе Льеже и т. д..
Центром русской послереволюционной эмиграции в Бельгии стала православная церковь. Православные храмы, воспринимаемые многими эмигрантами как единственная связь с потерянной родиной, стали центрами, объединившими вокруг себя русских беженцев. По всей Бельгии стали открываться новые православные приходы.
В первой половине 1940-х годов в Бельгии сложилась та же уникальная ситуация, которая была характерна для многих других стран, где осели русские эмигранты первой волны и которые в ходе войны были захвачены державами «оси». В оккупированной немцами Бельгии при столь трагических обстоятельствах встретились две России: «красная» — в лице советских военнопленных и «белая» — эмигрантская. В партизанском движении в Бельгии принимали участие около 500 советских граждан, бежавших с подневольных работ, а также русских эмигрантов, пополнивших ряды движения Сопротивления. В августе 1943 года на северо-востоке бельгийской провинции Лимбург была создана российская партизанская бригада «За Родину!» во главе с подполковником Красной армии К. Шукшиным, которая осенью 1944 года участвовала в освобождении Брюсселя и в боях под Антверпеном. Кроме того, под руководством Н. Зубарева в Арденнах сражался ещё один русский отряд, численностью 10-12 человек, а сам Зубарев был награждён тремя медалями Фронта независимости Бельгии.
Нельзя не упомянуть о героическом подвиге представительницы первой послереволюционной волны русской эмиграции Марины Шафровой-Марутаевой. В период немецкой оккупации Бельгии женщина вступила в ряды движения Сопротивления и в декабре 1941 года на центральной площади Брюсселя убила майора немецкой армии. В ответ нацисты арестовали 60 бельгийских граждан в качестве заложников и объявили, что все они будут расстреляны, если убивший офицера человек в течение семи дней не явится в военную комендатуру. Стремясь спасти жизни заложников, Шафрова-Марутаева заявила, что это она совершила акт возмездия за нападение нацистской Германии на её родину, Советский Союз, и пришла в комендатуру, где убила ещё одного немецкого офицера и оказала сопротивление армейскому патрулю, пытавшемуся её схватить. Несмотря на то, что её родители бежали именно от большевистской революции, Шафрова-Марутаева перед казнью заявила, что «счастлива отдать жизнь за родину, за советский народ».
В годы холодной войны отношения между Советским Союзом и Бельгией, вошедшей в ряд военно-политических блоков Запада, были довольно напряженными; двусторонних контактов было мало, а эмиграция из СССР в Бельгию — единичной. И все же во второй половине XX века россияне вписали немало славных страниц в историю бельгийской культуры и науки. Можно упомянуть, например, выдающегося ученого, лауреата Нобелевской премии по химии 1977 года Илью Пригожина, долгое время жившего в Бельгии, а в 1982 году ставшего иностранным членом Академии наук СССР, а также художницу Галину Серебрякову. Русские инженеры возглавляли проектирование и строительство «Атомиума» — увеличенной в миллиарды раз молекулы железа, установленной в Брюсселе во время работы Всемирной выставки 1958 года.

## Настоящее время
Распад СССР в 1991 году вызвал новую масштабную волну российской эмиграции в Бельгию, резко увеличив число русскоязычной диаспоры. В 2017 году в Бельгии насчитывалось 12 259 людей с российским гражданством, постоянно проживающих в Бельгии и не имеющих бельгийского гражданства. Большинство (7190 человек — 59 %), проживали во Фландрии, 3103 (25 %) — в Валлонии и 1234 (10 %) — в Брюсселе. В стране также немало урождённых граждан России, которые впоследствии приняли бельгийское подданство. Например, в период с 2008 по 2016 года 12 182 российских граждан получили бельгийский паспорт, заняв четвёртое место среди получавших бельгийское гражданство иностранцев по стране происхождения. 63 % из них постоянно проживали во Фландрии, 29 % — в Валлонии и 8 % — в Брюсселе, что примерно соответствует географическому распределению проживающих в Бельгии российских граждан без бельгийского подданства.
По статистике, в 2018 году в Бельгии проживало около 60 тысяч человек, родившихся в России, однако, эти цифры не являются исчерпывающими: они включают и тех, кто родился в СССР. Точное число русских не поддаётся точному подсчёту, так как многие россияне, проживающие в Бельгии, не являются представителями титульного российского этноса (напр., татары, украинцы). Посольство России в Бельгии ещё в 2012 году оценивало численность русскоязычных и этнических русских в стране в 70 тысяч, а ассоциация, занимающаяся интеграцией русскоязычного сообщества в Бельгии «Русский дом» — в 100 тысяч человек.
Современная русская диаспора в Бельгии неплохо организована. В стране действует несколько десятков организаций русской диаспоры, уже не первый год сотрудничающих друг с другом в рамках Координационного совета.
Брюссельско-Бельгийская Архиепископия Русской православной церкви насчитывает почти два десятка приходов, среди которых приходы при Свято-Никольском кафедральном храме в Брюсселе, храме Рождества Христова в Антверпене и другие. Бельгийские власти проявляют благожелательность по отношению к православию — в 1985 году православие в Бельгии было признано официальной конфессией.
В Бельгии созданы благоприятные условия для изучения русского языка и культуры. Основные центры распространения русского языка — это крупнейшие и старейшие в стране Гентский, Брюссельский свободный и Лёвенский католический университеты, где имеются сильные кафедры славянских языков и налаженные связи с образовательными учреждениями России. Позитивную роль в пропаганде русского языка и культуры играют организации и ассоциации соотечественников: Союз советских граждан в Бельгии, Европейское русское сообщество, Бельгийская ассоциация русских школ, Союз русских дворян в Бельгии, Ассоциация «Русское слово», Ассоциация «Витязи», Бельгийско-русский культурный клуб, а также различные частные некоммерческие организации культурной направленности, созданные в бельгийских городах бывшими гражданами России и СССР. Со стороны России популяризацией русского языка, культуры и поддержкой их носителей, проживающих в Бельгии, с середины 1990-х годов  занимается одно из зарубежных представительств Россотрудничества: Российский центр науки и культуры (РЦНК), расположенный в центре Брюсселя.

## Участие диаспоры в российской политике
Российские граждане могут голосовать на общенациональных выборах (таких, как выборы Президента России) на избирательных участках, открываемых в Посольстве Российской Федерации в Брюсселе и Генеральном консульстве в Антверпене.
Так, на выборах Президента Российской Федерации в 2018 году на избирательных участках побывало 2248 избирателей. Первое место занял действующий глава государства В. В. Путин (1630 голосов, 72,5 %), второе — с большим отставанием К. А. Собчак (202 голоса, 9 %), третье — П. Н. Грудинин (162 голоса, 7,2 %), четвёртое — Г. А. Явлинский (109 голосов, 4,8 %). Результаты заметно отличаются от общероссийских, в первую очередь, успехами более либеральных кандидатов (К. А. Собчак, Г. А. Явлинский) и отставанием традиционно популярных в России кандидатов от КПРФ и ЛДПР, что типично для голосований за рубежом. При этом результат В. В. Путина соответствует общероссийскому.